# Blitz (American Football)

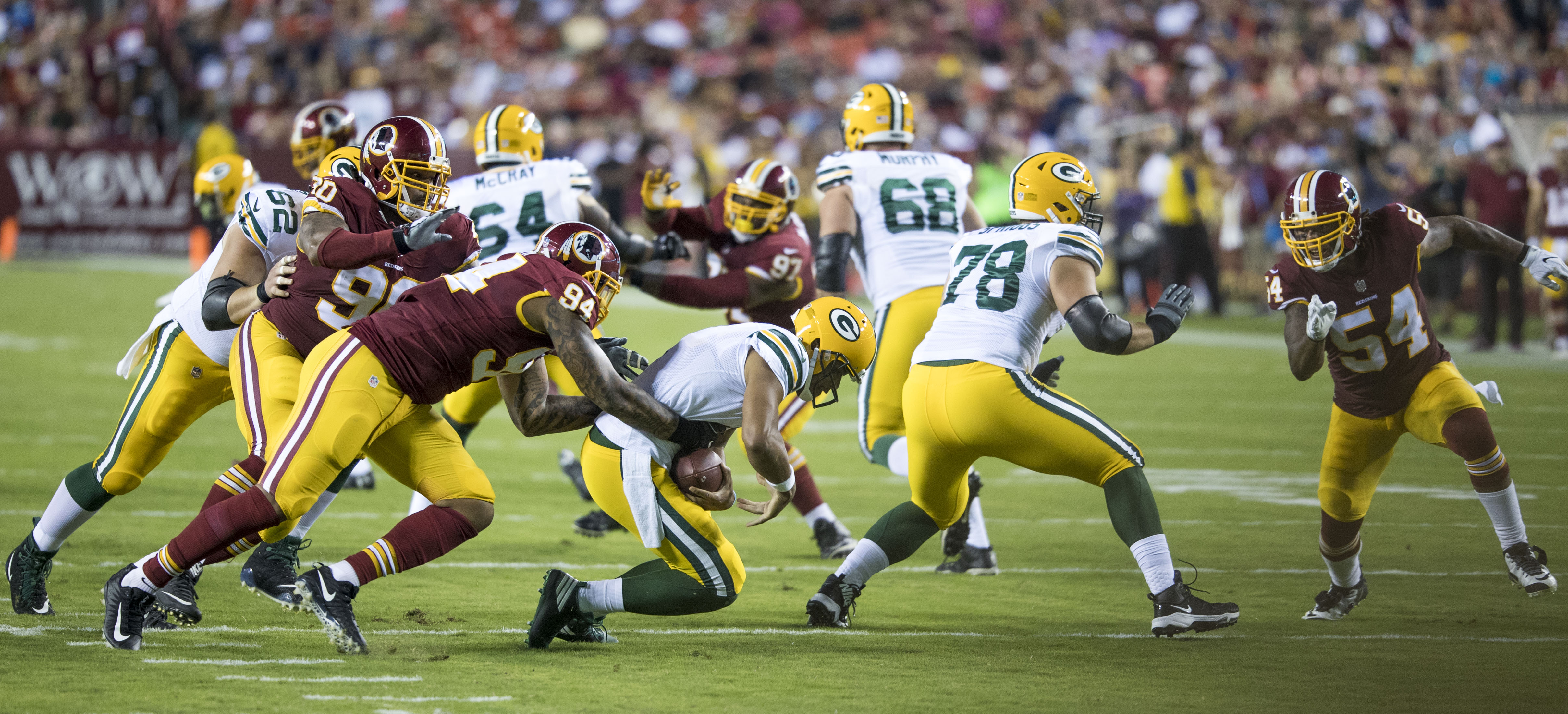
Linebacker Preston Smith (94) mit einem Sack gegen Brett Hundley. Rechts der ebenfalls blitzende Linebacker Mason Foster (54)

Blitz ist die Bezeichnung einer defensiven Spielstrategie im American Football, bei dem ein oder mehrere Verteidigungsspieler zusätzlich zum normalen Pass Rush angesetzt werden. Normalerweise übt nur die Defensive Line Druck auf die gegnerische Offensive Line und den hinter ihr stehenden Quarterback aus. Beim Blitz wird sie dabei durch Linebacker und/oder das Defensive Backfield unterstützt. 
Damit will die Defense ein Übergewicht an der Line schaffen und es einem eigenen Spieler ermöglichen, zum Quarterback vorzustoßen, um bestenfalls einen Quarterback Sack zu erzielen, einen Fumble zu provozieren, oder den Runningback im Rückraum (Backfield) mit Raumverlust zu tacklen. Ein weiteres Ziel ist es, das Timing zwischen dem Quarterback und seinen Receivern zu stören und ihn zu einem unpräzisen Pass zu zwingen.
Ein Blitz wird meistens von Linebackern durchgeführt, kann aber auch von Safeties oder Cornerbacks gestartet werden. Dieses dann Safety- bzw. Cornerbackblitz genannte Manöver ist allerdings riskanter, da dadurch gefährliche Lücken in der tiefen Passverteidigung entstehen können, die von einem eingespielten Quarterback-Receiver-Gespann gut ausgenutzt werden können. 
Die Bezeichnung Blitz kommt aus dem Deutschen und ist abgeleitet von Blitzkrieg, einer Kampfstrategie des Zweiten Weltkriegs.

## Geschichte
Don Ettinger, ein Verteidiger der New York Giants, gilt als der Erfinder des Blitz während seiner kurzen National Football League (NFL)-Karriere von 1948 bis 1950. 
Larry Wilson, Free Safety der Arizona Cardinals von 1960 bis 1972, baute den Spielzug aus und perfektionierte den Safetyblitz, ein Spielzug, der ursprünglich unter „Wildcat“ bekannt war. Doch auch der Defensive Coordinator Chuck Drulis wird oft als Erfinder des Safety-Blitzes dargestellt.

## Varianten
Als Zone Blitz wird eine besondere Variante bezeichnet, bei der sich ein Defensive Linespieler zu Beginn des Spielzugs auf die ursprüngliche Position eines blitzenden Linebackers oder Defensive Backs (zur Verteidigung gegen einen Passspielzug) zurückfallen lässt und dessen Verteidigungszone übernimmt. Ziel dieses Manövers ist es, die Block-Zuordnung der Offensive Line so durcheinanderzubringen, dass sich niemand für den blitzenden Spieler zuständig fühlt und dieser leichter zum Quarterback durchdringen kann. Als Erfinder dieser Variante gilt Bill Arnsparger, als er 1971 Trainer der Miami Dolphins war. Dick LeBeau entwickelte sie Ende der 80er Jahre bei den Cincinnati Bengals weiter und perfektionierte sie in den 90er Jahren bei den Pittsburgh Steelers in der Art, dass die Mannschaft zu dieser Zeit auch als Blitzburgh bekannt war. Heute finden sich "Zone Blitz"-Formationen in fast allen Defense-Playbooks der NFL.

## Strategien gegen den Blitz
Zum einen gibt es mit der sogenannten West Coast Offense ein Offensivsystem, welches auf schnellen kurzen Pässen basiert. Dieses System erhält einen natürlichen Vorteil gegenüber einer blitzenden Defense, weil der Quarterback nun einen Passverteidiger weniger vor sich hat.
Zum anderen kann die Offense versuchen, auf den Blitz zu reagieren, indem der Quarterback in die Zone wirft, die der blitzende Verteidiger normalerweise verteidigt.
Wird der Blitz frühzeitig vom Quarterback erkannt, kann dieser, durch einen sogenannten „Call“, seinem Runningback oder Tight End signalisieren, dass dieser keine Passroute laufen soll, sondern auch versucht die heranstürmenden Verteidiger zu blocken.